# Clause de voie parée
En droit civil français, la clause de voie parée désigne la clause contractuelle autorisant un créancier titulaire d'un gage, ou un créancier hypothécaire, à procéder à la vente de la chose gagée ou hypothéquée de son débiteur, sans recours à l'intervention du juge. Contrairement au gage commercial, dans lequel le professionnel peut vendre le bien sans recours au juge, en gage civil, cette clause est interdite, car contraire au caractère impératif des dispositions relatives à la réalisation des sûretés réelles.
L'interdiction de la stipulation d'une clause de voie parée se retrouve dans le Code civil :
- à l'article 2346 du code civil[1] pour les meubles donnés en gage : « À défaut de paiement de la dette garantie, le créancier peut faire ordonner en justice la vente du bien gagé. Cette vente a lieu selon les modalités prévues par les procédures civiles d'exécution sans que la convention de gage puisse y déroger. » ;
- à l'article 2458 du code civil[2] pour l'hypothèque : « À moins qu'il ne poursuive la vente du bien hypothéqué selon les modalités prévues par les lois sur les procédures civiles d'exécution, auxquelles la convention d'hypothèque ne peut déroger, le créancier hypothécaire impayé peut demander en justice que l'immeuble lui demeure en paiement. Cette faculté ne lui est toutefois pas offerte si l'immeuble constitue la résidence principale du débiteur. ».